# سایه تنهایی
سایه تنهایی آلبوم موسیقی سنتی ایرانی با صدای شاهد طباطبایی است  که آهنگسازی آن را مهدی سالاری نسب و تنظیم آن را کاوه سروریان بر عهده داشته‌است.
این آلبوم در سال ۱۳۹۱ از سوی شرکت آوای باربد منتشر شد که در آن شاهد طباطبایی آثاری از حسین منزوی، سهراب سپهری، فریدون مشیری، محمد حسین شهریار و سعدی را در دستگاه‌های دشتی، راست‌پنج‌گاه، همایون، ابوعطا، چهارگاه و بیات اصفهان اجرا کرده‌است. سایه تنهایی نخستین اثر رسمی شاهد طباطبایی است.

## شرح

### هنرمندان
- خواننده: شاهد طباطبایی
- کمانچه: اردشیر کامکار
- ویلن: ارسلان کامکار
- نی، فلوت، تنبک: کاوه سروریان
- ویلن: پدرام فریوسفی
- ویلن: میثم مروستی
- ویلن: پانیذ فریوسفی
- ویلنسل: کریم قربانی
- كنترباس: علیرضا خورشیدفر
- ابوا: فرشید حفظی‌فرد
- هورن : مسعود غریب‌نواز
- فاگوت: علیرضا شیبانی
- کلارینت: حسین پورمعین
- قانون: پریچهر خواجه
- تار: کوروش دانایی
- سنتور: سورنا صفایی

### قطعات
1. شب تنهایی خوب/راست پنچگاه/ ۶:۴۳
2. دل تنگ /چهارگاه/ ۶:۲۳
3. سایه تنهایی/دشتی/ ۶:۱۲
4. دنیای وارون /همایون / ۶:۴۶
5. ققنوس /ابوعطا/۶:۳۶
6. لاله /همایون/  ۷:۰۹
7. آواز بیات اصفهان/ بیات اصفهان/ ۸:۱۶
8. پرستش /بیات اصفهان/ ۵:۲۳

## ترانه ها[۱]
شب تنهایی خوب
سهراب سپهری
گوش کن، جاده صدا می زند از دور قدم‌های تورا
چشم تو، زینت تاریکی نیست
پلک‌ها را بتنکان، کفش به پا کن و بیا
و بیا تا جایی، که پر ماه به انگشت تو هشدار دهد
و مزامیر شب اندام تو را
مثل یک قطعه ی آواز به خود جذب کنند
گوش کن دورترین مرغ جهان می خواند
و صدادارتین شاخه ی فصل، ماه را می شنود
پارسایی است در آنجا که تو را خواهد گفت
بهتنرین چیز
رسیدن به نگاهی است که از حادثه ی عشق، تر است
دل تنگ
فریدون مشیری
سر خود را مزن این گونه به سنگ
دل دیوانه ی تنها، دل تنگ
مکن ای خسته در این بغض درنگ
دل دیوانه ی تنها، دل تنگ
دیدی، آن را که تو خواندی به جهان یارترین
سینه را ساختی از عشقش، سرشارترین
آن که می گفت منم بهر تو  غم خوارترین
چه دل آزارترین شد، چه دل آزارترین
ناله از درد مکن
آتشی را که در آن زیسته ای، سرد مکن
با غمش باز بمان
سرخ رو باش از اين عشق و سرافراز بمان
راه عشق است که همواره شود از خون، رنگ
دل دیوانه ی تنها، دل تنگ
سایه تنهایی
حسین منزوی
به سر افکنده مرا سایه‌ای از تنهایی
جتر نیلوفر این باغچه ی بودایی
بین تتنهایی و من راز بزرگی است، بزرگ
هم از آن گونه که در بین تو و زیبایی
بارش از غیر و خودی هر چه سبک تر، خوش تر
تا به ساحل برسد رهسپر دریایی
آفتابا! تو آن کهنه درنگت در روز
من سهابم، من و این شبوه ی شب پیمایی
تا تو برگردی و از نو غرلی بنویسم
می گذارم که قلم پر شود از شیدایی
دنیای وارون
حسین منزوی، رعدی آذرخشی، حسین منزوی
دلم تنگ و دلم تنگ و دلم تنگ
گریبان غمت را می زند چنگ
صبوی کو که جون دیوانه مردم
بکوم چون سبویش بر سر سنگ
گر امشب می رسیدی بر س من
وگر می آرمیدی در بر من
به جای دورخ هجران و حسرت
بهشتی می دمید از بستر من
دلم خون و دلم خون و دلم خون
از این دنیای دون، دنیای وارون
کمک کن تا زنیم از مکمن عشق
به اردوی غم عالم شبیخون
ققنوس
حسین منزوی
دیری است دلم در به در و خانه به خانه
تا کی، به که یابد ز تو ای عشق نشانه
دانی که چه‌ای از پس این در به دری ها
خواب سحری در پی کابوس شبانه
بارت که فلک نیز نیارست کشیدن
من می برم ای عشق سبکبار به خانه
با شور توف خون می زند از سینه برونم
جون شاخه که بشکافدش از پوست جوانه
از خون دلم بر ورق جان کلماتی است
پیکی که دلم سوی تو کردست روانه
خواهم که چه ققنوس بسوزم به لهیبت
چون می کشی ای آتش بردود زبانه
لاله
شهریار
بیداد رفت لاله ی برباد رفته را
یا رب خزان چه بود بهار شکفته را
هر لاله‌ای که از دل این خاکدان دمید
نو کرد داغ ماتم یاران رفته را
ای کاش ناله‌های چو من بلبلی حزین
بیدار کردی آن گل در خاک خفته را
جز صفای اشک دلم وانمی شود
باران به دامن است هوای گرفته را
آواز بیات اصفهان
سعدی
بخت آیینه ندارم که در او می نگری
خاک بازار نیرزم که بر آن می گذری
من چنان عاشق رویت که ز خود بی خبرم
تو چنان فتنه ی خویشی که ز ما بی خبری
به فلک می‌رود آه سحر از سینه ی ما
تو همی برنکنی دیده زخواب سحری
گر تو از پرده برون آیی و رخ بنمایی
پرده در کار همه پرده نشینان بدری
عذر سعدی ننهد هرکه تو را نشناسد
حال دیوانه نداند که ندیده است پری
پرستش
فریدون مشیری
ای شب به پاس صحبت دیرین خدای را
با او بگو حکایت شب زنده داریم
با او بگو که چه می کشم از درد اشتیاق
شاید وفا کند بشتابد به یاریم
عمری مرا به مهر و وفا آزموده است
داند من آن نیم که کنم رو به هر دری
او نیز مایل است به عهدی وفا کند
اما اگر خدا بدهد عمر دیگری